# Pivnicine, Melitopol
Pivnicine (în ucraineană Північне) este un sat în comuna Terpinnea din raionul Melitopol, regiunea Zaporijjea, Ucraina.

## Demografie
Componența lingvistică a localității Pivnicine
     Rusă (69,57%)
     Ucraineană (26,96%)
     Alte limbi (0,43%)
Conform recensământului din 2001, majoritatea populației localității Pivnicine era vorbitoare de rusă (69,57%), existând în minoritate și vorbitori de ucraineană (26,96%).